# Wingelstein
Wingelstein ist der 290,2 m ü. NHN hohe Südsporn der 361,9 m hohen und namenlosen Erhebung an der Wüstung Wunelsen nahe Bruchhausen im nordrhein-westfälischen Kreis Höxter.

## Geographie

### Lage
Der Wingelstein erhebt sich im Naturpark Teutoburger Wald / Eggegebirge in der Gemarkung von Bruchhausen, einem südwestlichen Ortsteil von Höxter. Der Sporngipfel liegt 2,2 km nordnordwestlich von Bruchhausen, 2,6 km nordwestlich von Ottbergen und 2,8 km nordöstlich von Hembsen. Südlich vorbei fließt in West-Ost-Richtung die Nethe.

### Naturräumliche Zuordnung
Der Wingelstein gehört in der naturräumlichen Großregion 3. Ordnung des Niedersächsischen Berglandes (Nr. D36) in der naturräumlichen Haupteinheitengruppe Oberes Weserbergland (36) und in der Haupteinheit Oberwälder Land (361) – nunmehr synonym zur einstigen Untereinheit Brakeler Kalkgebiet (361.0) – zum Naturraum Fürstenauer Berge (361.01).

### Spornhöhe
Die Gipfelregion des Wingelsteins hat drei Bereiche, welche die 290-m-Höhenlinie übersteigen. Auf dem mittleren davon ist in topographischen Kartendiensten des Bundesamts für Naturschutz (BfN) eine 290,2 m hohe Stelle verzeichnet; es ist möglich, dass der Sporngipfel diese Höhe noch übertrifft. Etwa 360 m südöstlich dieser Stelle liegt ein trigonometrischer Punkt auf 284 m Höhe. Auf der Südflanke des Sporns steht auf etwa 236 m Höhe ein Sendemast.

## Schutzgebiete
Auf dem unteren Bereich der Süd- und Südwestflanke des Wingelsteins liegen Teile des Naturschutzgebiets Kalkmagerrasen bei Ottbergen und Bruchhausen (CDDA-Nr. 329474; 1988 ausgewiesen; 1,129 km² groß). Bis auf die Gipfellagen des Sporns reichen Teile des Landschaftsschutzgebiets Südlicher Kreis Höxter und Stadtwald Brakel (CDDA-Nr. 555553965; 2006; 17,0942 km²) und solche des Fauna-Flora-Habitat-Gebiets Stadtwald Brakel (FFH-Nr. 4221-301; 15,72 km²).

## Geschichte
Auf der Südflanke des Wingelsteins liegen auf 275 bis 280 m Höhe drei Hügelgräber. Das Sporngebiet gehörte im Mittelalter dem Kloster Corvey. 1492 wurde dort ein Lehnsgut Windelen steynen erwähnt, das bis dahin von Herman van Nyenkercken zu Hembsen und danach von Dyderick van Brochusen bewirtschaftet wurde. Nach der Benennung war es möglicherweise Stammsitz der Familie von der Windelen als dessen früherer Besitzer. Von Bauten ist nichts mehr vorhanden. In der Nähe des vermutlichen Standortes befindet sich heute eine Jagdhütte.